# Sant Marc de Finestres
Sant Marc de Finestres és una petita ermita que es troba al nucli despoblat de Finestres, municipi de Viacamp i Lliterà, a la Ribagorça.